# مذنب إيكيا سيكي (1965)
مذنب إيكيا سيكي (بالإنجليزية: Comet Ikeya–Seki)‏، رسمياً يسمى (C/1965 S1، و1965VIII، و1965f)، هو من مذنبات الفترة الطويلة، إكتشفه كل من كاورو ايكيا [الإنجليزية] وتسوتومو سيكي [الإنجليزية] بشكل منفصل في 18 سبتمبر 1965م، جيث ظهر كجسم باهت إلى الغرب من نجم الفرد، ثم تم تأكيده في اليوم التالي من قبل مرصد SAO في أستراليا، الحسابات الأولى لمداره أظهرت بأنه سيمر على مسافة 450,000 كـم (280,000 ميل) تقريباً من سطح الشمس عند الحضيض مما سيجعله ساطع للغاية.
المذنبات غالباً ما تخالف التوقعات والحسابات ولا يمكن التنبؤ بسلوكها، لكن هذا المذنب مر فعلاً عند نقطة الحضيض التي تم حسابها يوم 21 أكتوبر عام 1965م، وزاد سطوعه إلى درجة جعلته مرئياً في السماء حتى في منتصف النهار، في اليابان مر المذنب في الحضيض عند الظهيرة في التوقيت الياباني المحلي جعله هذا مرئياً إلى جوار الشمس بقدر ظاهري وصل إلى (10-).
يعتبر هذا المذنب أسطع مذنب ظهر منذ عام 1900م، أحد أسطع المذنبات المرئية عبر التاريخ،(أ) أحياناً يطلق عليه اسم المذنب العظيم لعام 1965.
قبل مروره في نقطة الحضيض مباشرةً شوهد المذنب وهو يتفكك إلى ثلاث قطع، استمرت إثنتان منها بالتتحرك بمدار واحد مما جعلهما غير قابلين للتمييز لهذا يتم التعامل مع المذنب وكأنه إنقسم إلى قطعتين، ثم عاد إلى سماء الصباح في أواخر أكتوبر، ثم في بدايات عام 1966م أصبح خارج مدى الرؤية خارج النظام الشمسي، تقدر فترة دورة هذا المذنب حول الشمس بحوالي 880 سنة.
يصنف هذا المذنب كواحد من مجموعة مذنبات كروتز [الإنجليزية] والتي يعتقد بأنها أشلاء من المذنب X/1106 C1 [الإنجليزية] المتفكك عام 1106م.

## معرض الصور

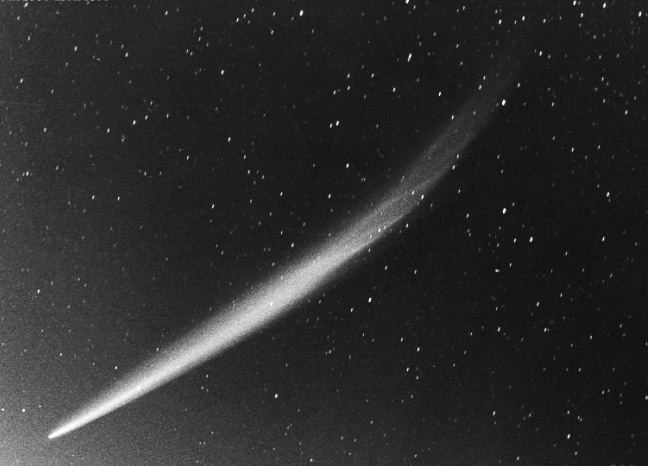
صورة لمذنب إيكيا-سيكي إلتقطت في 30 أكتوبر 1965، ويظهر فيها الذيل الطويل للمذنب والذي إمتد °30.
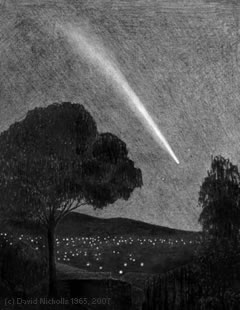
رسمة تبين المشهد ألذي أحدثه مذنب إيكيا سيكي.

## هامش
- أ: مع الأخذ بنظر الإعتبار أن المذنبات التي تم تسجيلها عبر التاريخ القديم مجرد توثيق ورسومات من دون معلومات وبيانات كافية للحكم على مقدار سطوعها أو لمعانها.